# Leineinsel Klein-Venedig

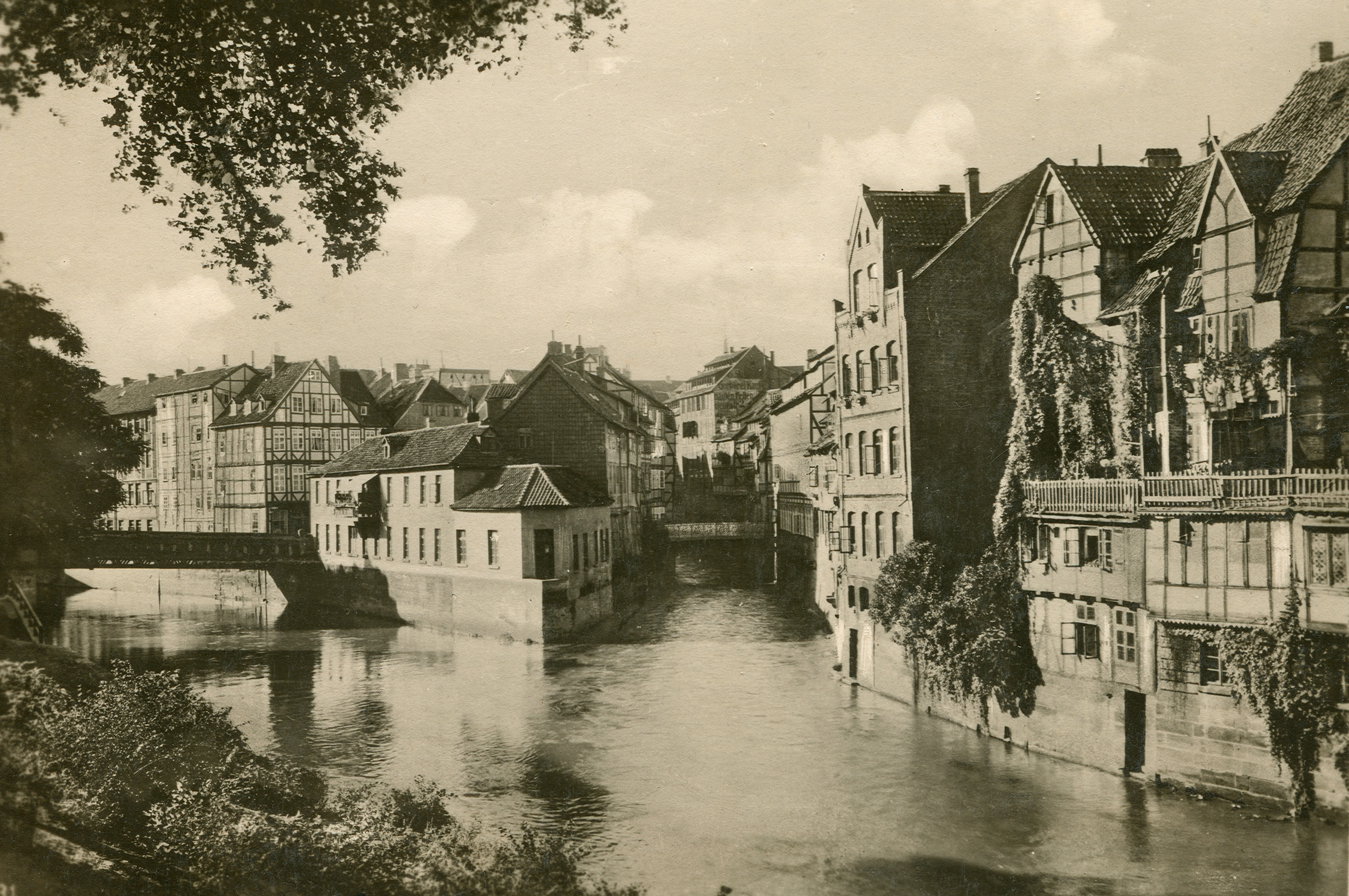
Der bekannteste Blick auf die ehemalige Leineinsel (etwa 1900) am Zusammenfluss des historischen Flusslaufes der Leine (links) und ihres Brückmühlenarms (rechts)

Die ehemalige Leineinsel Klein-Venedig in Hannover war eine ab dem frühen 13. Jahrhundert bis nach dem Zweiten Weltkrieg zum Teil dicht bebaute Flussinsel, die sich in der Leine zwischen dem Hohen Ufer der Altstadt und der Calenberger Neustadt befand. Die Insel verschwand nach dem Krieg durch Zuschüttung eines Flussarmes und der darüber angelegten Straße Leibnizufer im Zuge der Umgestaltung Hannovers zu einer autogerechten Stadt.

## Lage

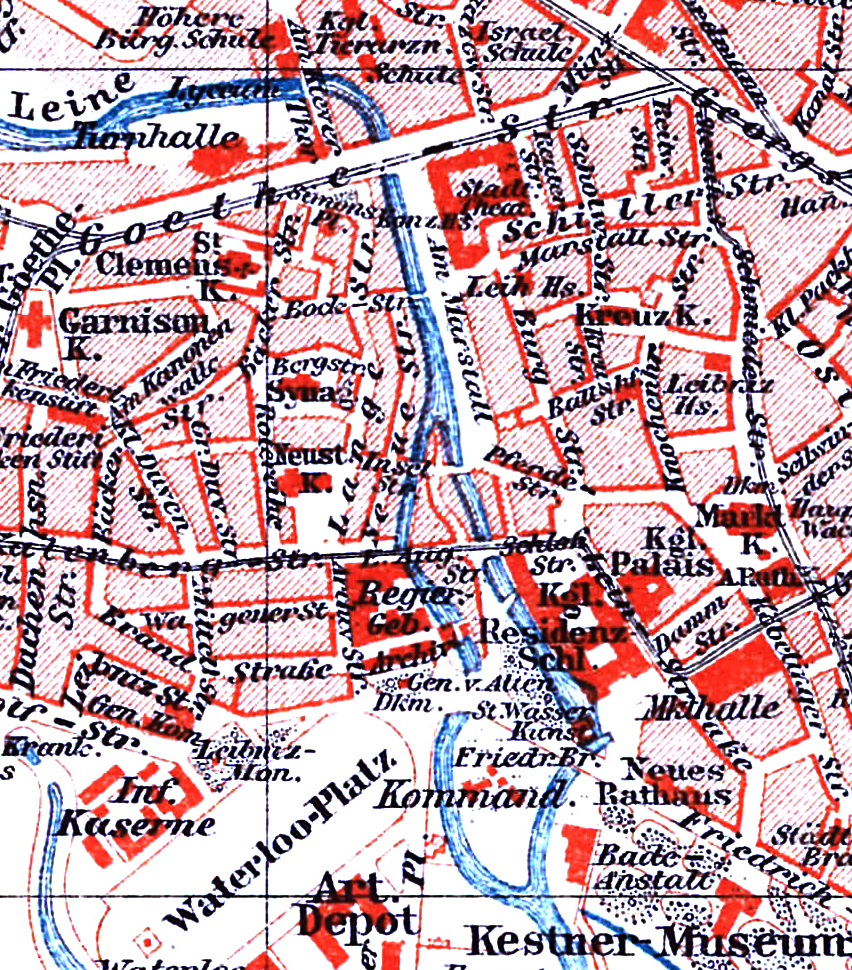
Die beiden Leinearme (blau), beginnend zwischen dem Kestner-Museum (unten rechts) und dem Waterlooplatz und endend in Höhe der Ballhofstraße und der (Neuen) Synagoge. Ausschnitt aus dem Stadtplan Hannover aus Meyers Konversations-Lexikon von 1895

Die später „Klein Venedig“ genannte Leineinsel begann an der Aufteilung der Leine in Höhe des heutigen Neubaus der Oberfinanzdirektion an der Waterloostraße. Während der Hauptarm der Leine als Teil der Stadtbefestigung Hannovers direkt an die Altstadt heran- und an dieser entlanggeführt wurde, verlief der kleinere Brückmühlenarm östlich des Staatsarchivs und vereinigte sich in Höhe der Rossmühle wieder mit dem Hauptarm.
Eine weitere Leineinsel ist die Leineinsel Döhren. Auf ihr befindet sich eine gleichnamige Straße mit einer seit den 1980er Jahren entstandenen gehobenen Wohnsiedlung. sie liegt mehrere Kilometer flussaufwärts auf dem Gelände der ehemaligen Wollwäscherei und -kämmerei in Hannover-Döhren.

## Geschichte

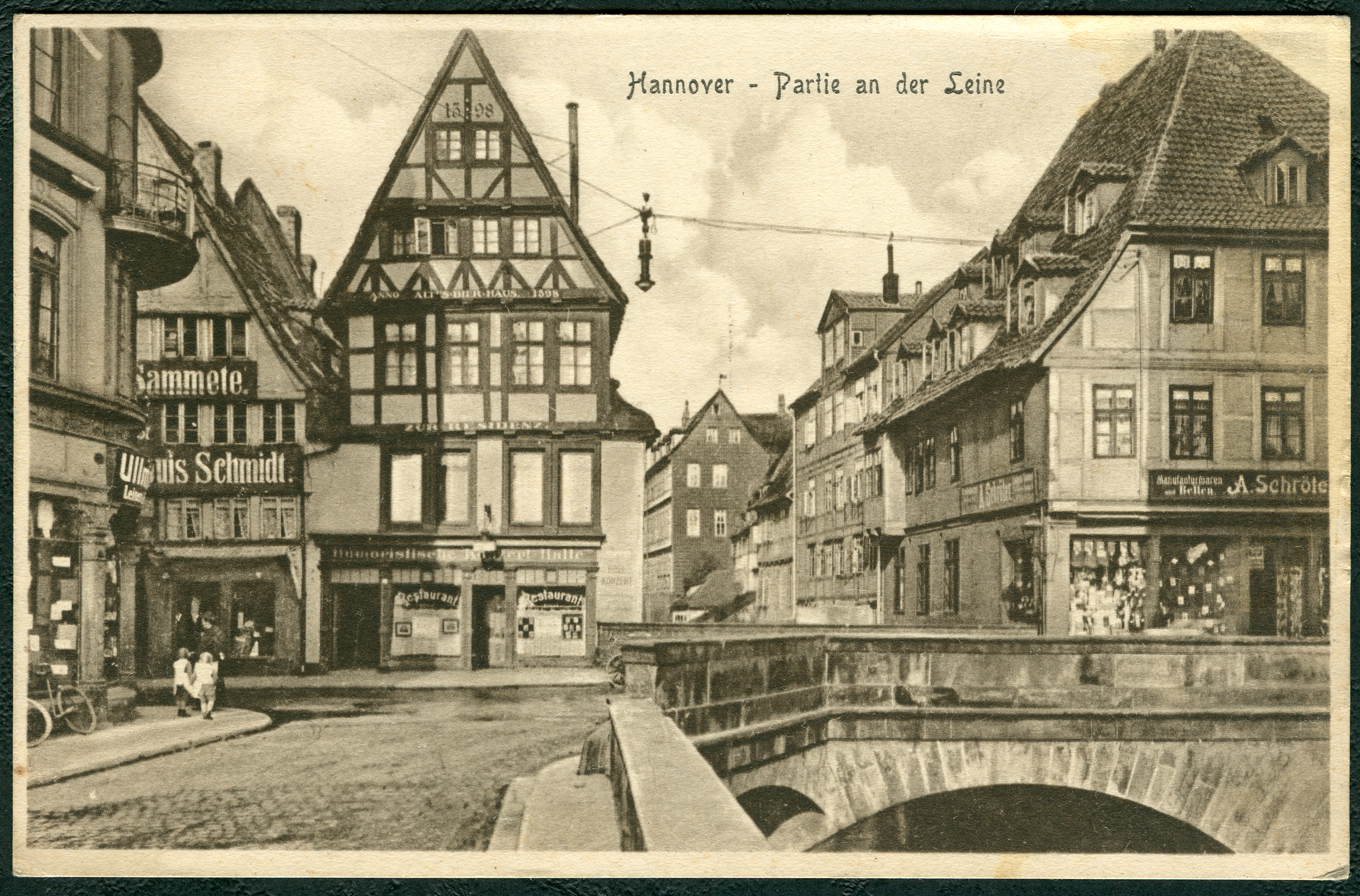
Die Leintorbrücke als Verbindung der Schloßstraße (rechts) zur Ernst-August-Straße

Eine frühe Bebauung der etwa 1,2 km langen Insel erfolgte auf ihrem südlichen Teil, dem früheren Ottenwerder, dann Mühlenplatz und später Friederikenplatz. 1226 wurde in Höhe der heutigen Karmarschstraße die städtische Klickmühle mit dem Wasserturm errichtet, der als „Bornkunst“ die Brunnen Hannovers mit Flusswasser versorgte und erst Ende des 19. Jahrhunderts durch die Flusswasserkunst ersetzt wurde. Am weiter westlich gelegenen Brückmühlenarm wurde 1329 in Höhe des späteren Staatsarchivs die Brückmühle erbaut, unter der sich der „Mühlenkolk“ dann zur beliebten Flussbadeanstalt, der Schraderschen Badeanstalt, entwickelte. Die alte Brückmühle wurde erst 1860/61, noch zur Zeit des Königreichs Hannover, durch einen Neubau des Architekten Ludwig Droste ersetzt. Anfang des 19. Jahrhunderts entstand im südlichen Teil der Insel das Friederikenschlösschen.
Die eigentliche Bebauung der „Insel“ begann im 15. Jahrhundert auf dem nördlichen Teil. Hierzu befestigte die Stadt die Ufer des Werders mit Pfählen, den sogenannten „Specken“, weshalb dieser Bereich der Leineinsel jahrhundertelang auch „Uppe den Specken“ genannt wurde. Dieser nördliche Teil der Insel war über vier Brücken zugänglich: Der Weg über die Leintorbrücke, die Ernst-August-Straße und die Calenberger Brücke entwickelte sich zum wichtigsten Verkehrsweg zwischen der Altstadt und der Calenberger Neustadt, über den auch die Straßenbahnlinie verlief. Flussabwärts führte die Sommerbrücke von der Pferdestraße auf die Inselstraße und weiter über die Inselbrücke zur Calenberger Straße in Höhe der (nicht mehr vorhandenen) Langen Straße. Die beiden quer über die Leineinsel verlaufenden Straßen waren durch die schmale Rademacherstraße miteinander verbunden, die erst 1961 aufgehoben wurde. An sie erinnert die 1962 angelegte Rademachertreppe am gegenüberliegenden Leineufer.
Unmittelbar entlang der beiden Leinearme stiegen die verwinkelten und vom 16. bis zum frühen 19. Jahrhundert fast ausschließlich als Fachwerkhäuser errichteten Gebäude auf. An der Wasserseite waren häufig kleine Balkone angebracht – ein malerischer Anblick, der der Leineinsel mit ihren Brücken den Beinamen „Klein Venedig“ einbrachte. Allerdings war die Insel im 20. Jahrhundert ein „sozial sehr herabgesunkener Stadtbereich“, der im Zweiten Weltkrieg durch die Luftangriffe auf Hannover größtenteils zerstört wurde. Die meisten Reste wurden schließlich im Zuge des Wiederaufbaus der Innenstadt beseitigt, nachdem für die Verkehrsplanungen insbesondere der Brückmühlenarm zugeschüttet worden war, um darüber das Leibnizufer zu führen.
Als heute noch sichtbare Überreste der Leineinsel blieben der denkmalgeschützte Verlauf des Hauptarmes der Leine sowie die Leinebefestigungsmauer mit den Fundamenten der ehemaligen Bebauung erhalten.

### Umgestaltung der historischen Ufermauern
Zwischen Ende 2013 und 2015 ließ die Stadt Hannover für rund 2,3 Millionen Euro die historischen Ufermauern (52° 22′ 15,9″ N, 9° 43′ 52,9″ O) der Leine nördlich der Leintorbrücke sanieren und neu gestalten. Dies betraf einen 70 Meter langen Abschnitt auf der früheren Leineinsel gegenüber dem Hohen Ufer. Die Ufermauern hatten sich in den letzten Jahren zum Fluss hin geneigt und waren dadurch instabil geworden, so dass Einsturzgefahr bestand. Daher wurden die alten Mauern abgetragen und durch eine Stützwand aus Beton ersetzt, die mit dem alten Sandsteinmauerwerk weitgehend originalgetreu verkleidet wurde. Durch eine Uferpromenade mit Balkon und einer Treppe zum Wasser mit einer Aufenthaltsfläche wurde der Uferbereich wieder erlebbar.

## Stadtarchäologische Untersuchungen 2014

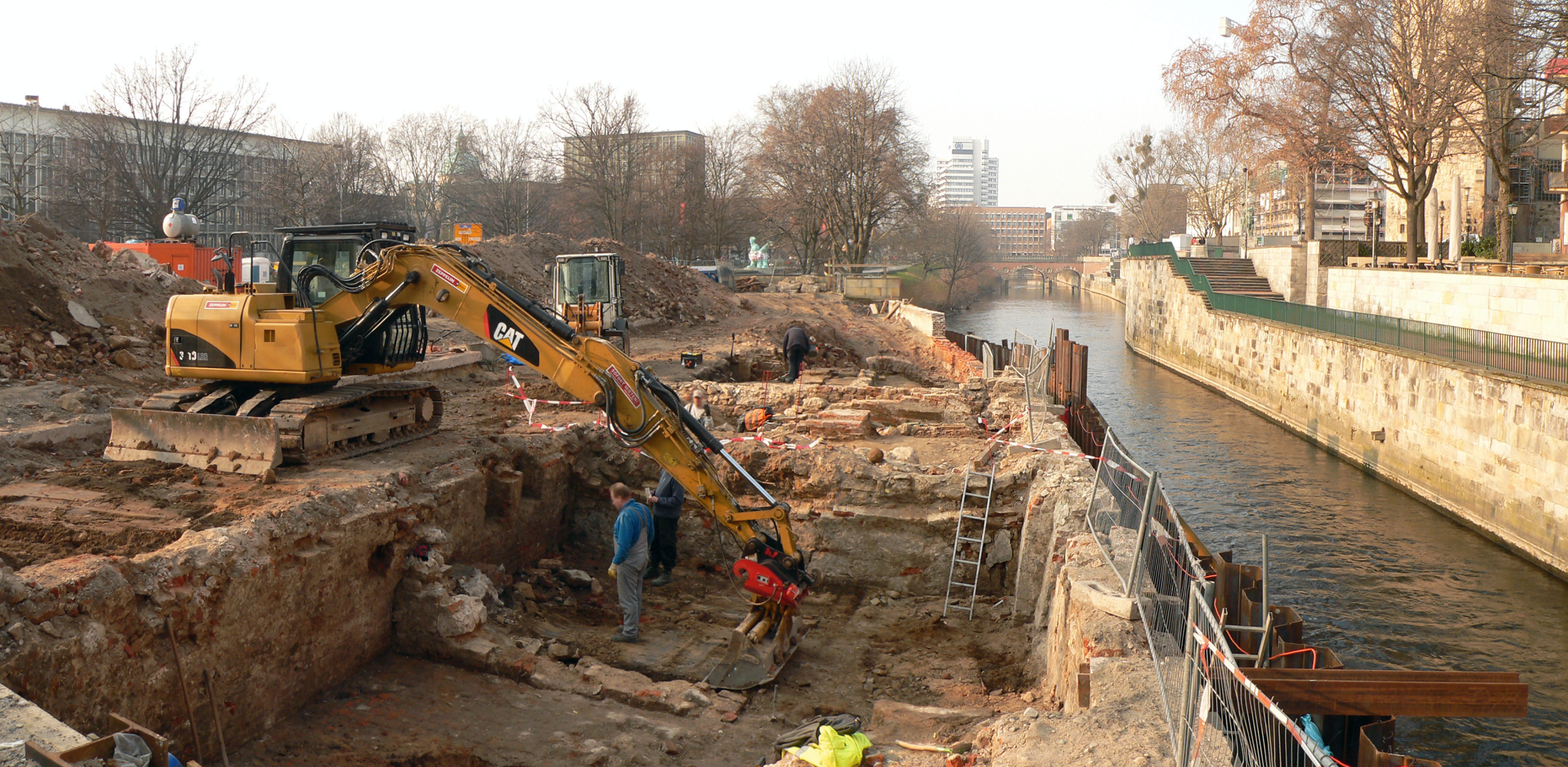
Ausgrabung von Gebäudekellern an den Ufermauern der früheren Leineinsel im März 2014

Die baufällig gewordenen Ufermauern der Leine waren einst die Kelleraußenwände von Häusern auf der früheren Leineinsel, die vermutlich in der zweiten Hälfte des 17. Jahrhunderts entstanden sind. Nach Zerstörung des Gebäudebestandes durch die Luftangriffe auf Hannover im Zweiten Weltkrieg wurden in der Nachkriegszeit die letzten Reste eingeebnet und die Keller mit Bauschutt verfüllt. Darüber entstand ein Parkplatz. Vor der Umgestaltung der Ufermauern fanden wegen der geschichtlichen Bedeutung der Stelle von Anfang 2014 bis Anfang 2015 baubegleitend stadtarchäologische Untersuchungen und Ausgrabungen in einem etwa 65 × 12 Meter großen Bereich statt. Sie wurden von einem Grabungsunternehmen im Zusammenwirken mit der Denkmalbehörde der Stadt Hannover und dem Niedersächsischen Landesamt für Denkmalpflege vorgenommen. Bei den Ausgrabungen, die bis in eine Tiefe von 6,5 Metern gingen, wurden die verschütteten Keller freigelegt und denkmalfachlich dokumentiert.
Auf dem gegenüberliegenden Leineufer fanden Ende 2013 im Rahmen eines Bauvorhabens die stadtarchäologische Untersuchungen am Hohen Ufer statt. Weitere Untersuchungen erfolgen ab Ende 2015 in unmittelbarer Nähe im Bereich der Hofmarställe am Hohen Ufer. Die drei Untersuchungen stellen die ersten größflächigeren Ausgrabungen in der hannoverschen Altstadt seit den stadtarchäologischen Untersuchungen in den Jahren 1983 und 1987 am Bohlendamm, der zwischen der Marktkirche und dem Leineschloss verläuft, dar.

### Funde

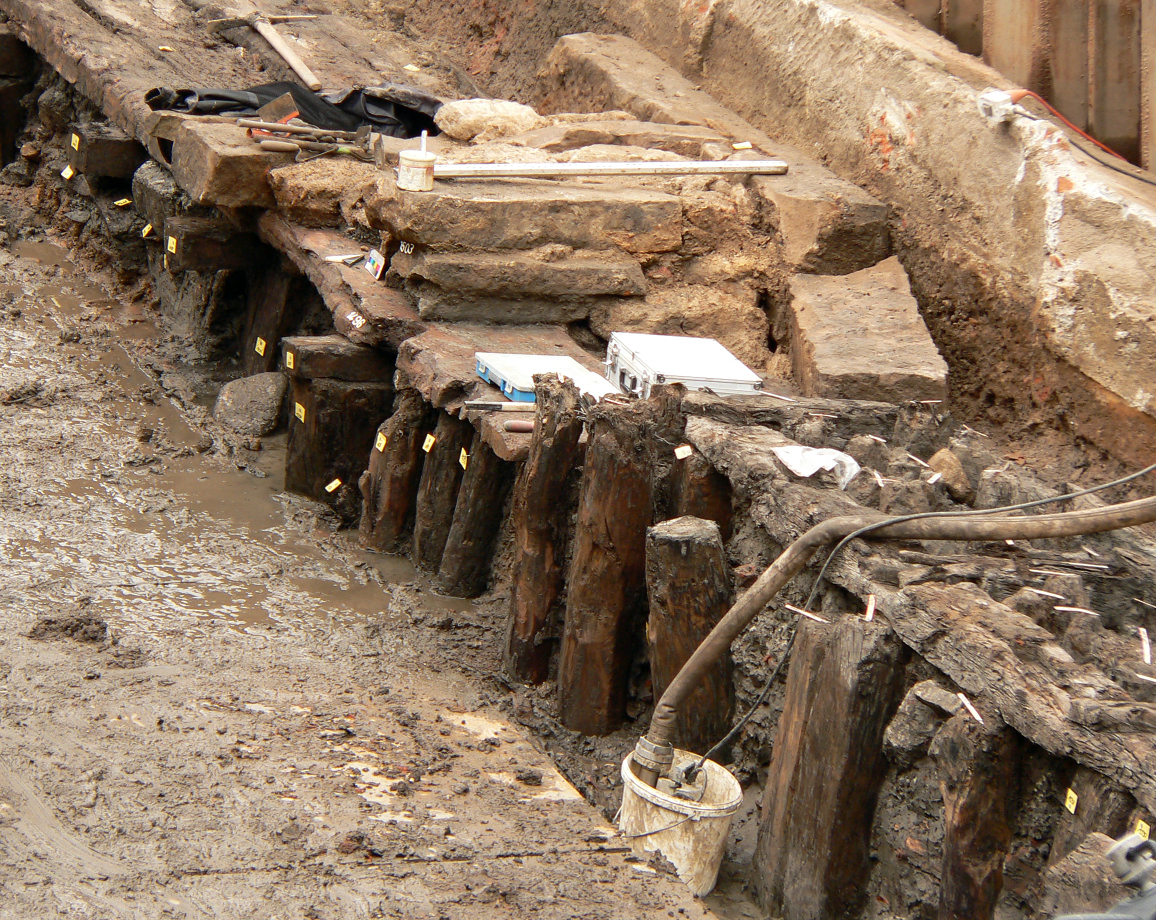
Archäologische Dokumentation von Holzpfählen als Unterbau der Ufermauer

Im März 2014 hatten die Archäologen nach mehrwöchigen Ausgrabungen in Kellern aus dem 16. Jahrhundert bereits etwa 200 Befunde gesichert. Dazu zählen ein Brunnen mit einer Einfassung aus Sandsteinteilen und ein Gang zur Leine. Zu den Fundstücken zählt der Kopf einer Plastik aus anscheinend italienischem Marmor, die vermutlich im 15. Jahrhundert entstanden ist. Es wurden große Mengen von Ofenkachelbruch gefunden, der als Bodenverfüllung entsorgt wurde. Unter den Bruchstücken waren zum Teil qualitätsvolle Blaumalereien auf Fayencekacheln. Dazu zählen auch die Fragmente eines rund zwei Meter hohen niederländischen Fayence-Kachelofens im Barockstil, dessen Entstehungszeit wird auf 1750 bis 1770 datiert. Da etwa 90 Prozent der Ofenteile gefunden wurden, lässt er sich rekonstruieren. Des Weiteren wurden Modeln für Reliefkacheln gefunden, zum Teil mit dargestellten Personen, wie dem polnischen König Sigismund III. Diese Fundstücke lassen auf das Bestehen einer Ofenmanufaktur schließen. Ein gefundener Messingbarren diente vermutlich als Rohmaterial für Nadeln. Es fand sich auch ein Stilus aus Bronze.
Unter den Kellern des 16. Jahrhunderts stießen die Archäologen in 5 Meter Tiefe auf eine Reihe von metertief in den Uferschlamm gerammten Eichenpfählen, die als Fundament der Ufermauer dienten. Darunter befand sich eine erste Faschinenbefestigung des Leineufers, die aus Staken mit Flechtwerk bestand. Die Holzteile haben sich durch die Feuchtkonservierung am Fluss erhalten. Weitere Fundstücke in den tieferen Erdschichten ließen auf drei Handwerksbetriebe aus der Zeit des 14. Jahrhunderts schließen. Ihre Gewerbe waren Metallverarbeitung, Schusterei und Ledermacherei sowie Hornschnitzerei. Davon hat sich im Grundwasserbereich Fundmaterial aus organischen Stoffe, wie Leder und Textilien, erhalten. Historisch überliefert in diesem Bereich ist eine Lederwerkstatt aus der Zeit um 1400.